# 503
Het jaar 503 is het 3e jaar in de 6e eeuw volgens de christelijke jaartelling.

## Gebeurtenissen

### Klein-Azië
- Keizer Anastasius I stuurt een Byzantijns expeditieleger (52.000 man) naar Armenië en wordt door de Perzen verslagen. De Romeinen proberen tevergeefs Amida (huidige Turkije) te belegeren. De vestingstad ligt op een steile basaltrots (650 meter hoog) aan de Tigris.
- Koning Kavad I valt Osroene binnen en belegert de stad Edessa (Noord-Mesopotamië).

### Azië
- Het Koreaanse Silla wordt (opnieuw) een koninkrijk. De heersende vorst Jijeung benoemt zichzelf tot koning ("wang") en voert hervormingen door.

## Overleden
- Ernakh, koning van de Hunnen
- Fergus Mór mac Eirc, Schots politicus